# Gordon Henderson (homme politique)
Gordon Henderson (né le 27 janvier 1948) est un homme politique du Parti conservateur britannique. Il est député de Sittingbourne et Sheppey dans le Kent, de 2010 à 2024.

## Carrière professionnelle
Henderson quitte l'école à 15 ans et commence à travailler comme assistant de magasin dans un magasin Woolworths à Chatham. Il gravit les échelons de l'entreprise, devenant directeur de magasin principal. Henderson quitte Woolworths en 1979 après 15 ans dans l'entreprise.
Après avoir quitté Woolworths, Henderson occupe divers emplois et dirige son propre restaurant en Afrique du Sud. Il est également responsable des contrats chez GEC Marconi et travaille pour une entreprise viticole basée à Rochester. Avant d'entrer au parlement, Henderson travaille comme directeur des opérations pour une société de cadeaux à base d'alcool, la plus grande du Royaume-Uni.

## Carrière politique
Henderson s'intéresse depuis longtemps à la politique. Il est militant du Parti conservateur et est l'agent de circonscription du député de North Thanet Roger Gale.
Henderson est chef adjoint du Swale Borough Council à deux reprises et est également conseiller du comté de Kent, période pendant laquelle il siège à la fois au comité de l'éducation et à la Kent Police Authority. En 2001, Henderson se présente à Luton Sud mais perd par 10 000 voix. En 2005, Henderson se présente à Sittingbourne et Sheppey et arrive deuxième, perdant par seulement 79 voix. En 2010, Henderson se présente à nouveau à Sittingbourne et Sheppey, cette fois, il obtient une majorité de 12 383 voix (50,5% des voix).
Il est partisan de la campagne Better Off Out qui appelle le Royaume-Uni à quitter l'Union européenne. En 2010, il déclare que le l'homme politique non conservateur qu'il admire le plus est Nigel Farage. En 2014, Henderson répondant à des rumeurs d'une possible défection à l'UKIP, publie une déclaration disant que la défection est quelque chose qu'il a envisagé, mais il considère leurs autres positions politiques comme «confuses et contradictoires».
Lors de l'élection générale de 2019, Gordon augmente sa part des voix à l'élection de plus de 7%.

## Vie privée
Henderson est né dans les villes de Medway. Il est marié et père de trois enfants et de sept petits-enfants. Henderson vit sur l'île de Sheppey depuis plus de 30 ans. Il est un supporter de longue date du Gillingham FC et du Partick Thistle FC. Henderson est impliqué dans le travail bénévole local, en tant qu'instructeur dans la force des cadets de l'Armée, en tant que directeur du centre de formation SWIM (Sittingbourne) et en tant que directeur d'école à Eastchurch Primary. Il est actuellement président de Litter Angels, qui organise des ateliers annuels dans les écoles primaires de Sittingbourne et Sheppey et organise un concours d'affiches anti-déchets.